# Tatra T5
Татра Т5 — опытный чехословацкий четырёхосный трамвайный вагон для одностороннего движения; испытывался как с электрооборудованием реостатно-контакторного, так и тиристорно-импульсного регулирования. Был выпущен «ЧКД Татра» Прага — Смихов в 1972 г. Всего построен 1 вагон. Этот вагон эксплуатировался в Чехословакии.

## История создания
В конце 1960-х — начале 1970-х гг. «ЧКД Татра» Прага — Смихов занялось проектированием новой линейки трамвайных вагонов, кардинально отличавшихся от уже морально устаревших ранее выпускаемых вагонов T1, T2, T3 и T4. Для новых вагонов предполагалось использование современного (по меркам того времени) рубленного дизайна, увеличенной высоты кузова и оконных проемов вагона, для бортов вагона использование гофрированного металла. В просторном и светлом салоне планировалось установить снабженные обивкой сиденья для пассажиров нового типа, отопительные элементы перенести из-под сидений в специальный боковой канал в кузове вагона, для освещения использовать светильники нового типа с люминесцентными лампами, для повышения безопасности в салоне устанавливать дополнительные продольные и вертикальные поручни.
Согласно разработанному проекту в 1972 г. был построен опытный трамвайный вагон T5, открывший новую 5-ю серию в маркировке вагонов «ЧКД Татра». Построенный вагон имел новый дизайн кузова, но старое слегка модернизированное механическое и электрическое оборудование: на вагоне был установлен ускоритель как на вагонах T3, но без изоляционного кольца (крепление элементов реостатов осуществлялось при помощи фарфоровых изоляторов на стальном кольце); шумный умформер был заменен статическим преобразователем, на мостовых тележках от вагона T3 были установлены модернизированные двигатели TE 022 с самовентиляцией и классом изоляции H (тип ТE 022H). 
Построенный в 1972 г. опытный вагон Т5 получил при прохождении испытаний в Праге инвентарный номер 8000. В 1974 г. вагон передали в Мост для проведения скоростных испытаний на линии скоростного трамвая между Мостом и его пригородом Литвиновым. После двух лет различных испытаний (в том числе с пассажирами) вагон Т5 был возвращён в Прагу, где использован так же для испытаний, но теперь уже заводом «ЧКД Тракце» для новой тиристорно-импульсной системы управления тяговыми электродвигателями — TV1. После проведения испытаний электрооборудование вагона было демонтировано, а сам вагон перегнан на территорию завода «ЧКД Татра». 
В середине 1970-х гг. «ЧКД Татра» ввело новую систему обозначения моделей, выпускаемых трамвайных вагонов, и вагон Т5, по новой классификации, обозначался как Т5А5, что обозначало «четырехосный моторный трамвайный вагон 5-го поколения с базой кузова 6,7 м для одностороннего движения, с шириной кузова 2,5 м». 
В 1984 г. переименованный вагон Т5А5 был вновь использован для испытаний нового электрооборудования «ЧКД Тракце» при работе с опытным прицепным вагоном B6A2 для ГДР, для чего на Т5А5 была установлена тиристорно-импульсная система управления — TV3. По окончании испытаний в 1986 году вагон Т5А5 с инвентарным номером № 8000 был списан и разрезан.

## Оценка проекта
Проект и реализованный опытный вагон T5 открыли новую и прогрессивную для «ЧКД Татра» Прага — Смихов серию трамвайных вагонов. Применение рубленного дизайна позволило «ЧКД Татра» использовать модульную архитектуру при сборке вагонов для заказчиков с разными требованиями за счет унификации торцевых, оконных и дверных секций. Так были построены подтипы вагона T5 — T5A5 (аналог T5), T5B6 (вагон с увеличенной шириной до 2,6 м и длиной на одну оконную секцию до 15,1 м), T5C5 (аналог T5 для двухстороннего движения), а также вагоны 6,7 и 8 серий. 
На вагоне T5 также было испытано 2 типа нового электрооборудования с импульсной регуляцией (TV1 и TV3), которые впоследствии устанавливались на серийные вагоны «ЧКД Татра». 
Трамвайный вагон T5 является полностью чехословацкой разработкой в отличие от предыдущих вагонов T1, T2, T3 и T4, которые представляют собой копии американского трамвайного вагона PCC с небольшими отличиями.

## Статистика
В 1972 году был выпущен 1 трамвайный вагон T5.
В 1981 году был выпущен схожий по конструкции, но с другим дизайном кузова, 1 трамвайный вагон под моделью T5A5 (получил номер 8013).

### Чехия
| Город | Тип | Годы выпуска | Количество | Парковые номера | Комментарии   |
| ----- | --- | ------------ | ---------- | --------------- | ------------- |
| Прага | Т5  | 1972         | 1          | 8000            | Опытный вагон |